# Ululodes bicolor
Ululodes bicolor is een insect uit de familie van de vlinderhaften (Ascalaphidae), die tot de orde netvleugeligen (Neuroptera) behoort. 
Ululodes bicolor is voor het eerst wetenschappelijk beschreven door Banks in 1895.